# Lavoro salariato e capitale
Lavoro salariato e capitale (in tedesco Lohnarbeit und Kapital) è una raccolta di editoriali pubblicati da Karl Marx nella Neue Rheinische Zeitung nei giorni 5, 6, 7, 8, e 11 aprile 1849.
Questi articoli sono basati su alcune conferenze che Marx tenne, nel 1847, all'Associazione degli operai tedeschi di Bruxelles, e sono generalmente considerati i precursori de Il Capitale.
L'idea di Marx era di sviluppare l'opera in tre capitoli, come evidenziato nelle premesse pubblicate il 5 aprile 1849, ma, a causa della chiusura della Neue Rheinische Zeitung, solo il primo capitolo vide la luce.
Nel 1891 Friedrich Engels ha realizzato una nuova edizione riveduta, della quale ha scritto l'introduzione, apportando alcune varianti ed aggiunte, che vertono in particolar modo sulla differenziazione tra lavoro e forza-lavoro.
Nell'introduzione all'edizione del 1891 Engels sottolinea che «il manoscritto del seguito non è stato trovato tra le carte lasciate da Marx».

## Articolo di giovedì 5 aprile 1849
Dopo una premessa iniziale per inquadrare il contesto storico, politico ed economico, Marx si propone di esporre «in forma semplice e popolare»:
1. il rapporto fra il lavoro salariato e il capitale, la schiavitù dell'operaio, il dominio del capitalista;
2. la decadenza inevitabile delle classi medie borghesi e del ceto contadino[2] nel sistema attuale;
3. l'asservimento commerciale e lo sfruttamento delle classi borghesi delle diverse nazioni europee da parte del despota del mercato mondiale, l'Inghilterra.

La prima domanda posta da Marx è  «Che cosa è il salario? Come viene esso determinato?». Marx, dopo aver spiegato come la forza-lavoro sia da considerarsi una merce che il suo possessore, il salariato, vende al capitalista, chiarisce le ragioni di questa transazione. «Perché la vende? Per vivere.» Secondo Marx l'operaio non appartiene a un proprietario, ma una parte della sua vita quotidiana appartiene a colui che la compera all'asta: la vita, per l'operaio, è quella parte di giornata durante la quale non lavora.

## Articolo di venerdì 6 aprile 1849
In questo articolo la domanda posta da Marx è: «da cosa è determinato il prezzo di una merce?» Dopo aver illustrato il meccanismo della concorrenza e della domanda e offerta nella determinazione del prezzo, Marx indaga per scoprire cosa determina il rapporto tra domanda e offerta e come viene misurato il profitto.
Alla base del calcolo del profitto stanno i costi di produzione. Se in cambio di una merce prodotta il capitalista «riceve una somma di altre merci la cui produzione è costata di meno, ha perduto» mentre, in caso contrario, ha guadagnato. In quest'ottica «il prezzo di una merce esprime soltanto in denaro il rapporto in cui altre merci vengono date in cambio di essa». Se il prezzo di un tessuto, nell'esempio di Marx, aumenta, i prezzi di tutte le altre merci che non sono aumentati cadono, e per ricevere la stessa quantità di tessuto bisogna dare in cambio una maggiore quantità di merci.
La conseguenza sarà che «una massa di capitali si getterà nel ramo di industria fiorente» fino a quando il prezzo dei suoi prodotti cadrà, per sovrapproduzione, al di sotto dei costi di produzione.
Quando il prezzo di una merce, per eccesso di offerta, cade al di sotto dei costi di produzione i capitali si ritirano dalla produzione, facendo scendere la produzione, e quindi l'offerta, fino a quando il prezzo sia nuovamente al di sopra dei costi di produzione.
Le stesse regole che si applicano alla merce si applicano anche al lavoro, e quindi il suo prezzo sarà determinato «dal tempo di lavoro che si richiede per produrre questa merce, il lavoro», ed i suoi costi di produzione «sono i costi necessari per conservare l'operaio come operaio e per formarlo come operaio». Se non è richiesta alcuna specializzazione questi costi ammontano solo ai «costi di esistenza e di riproduzione dell'operaio», che costituiscono il salario minimo. Esso, per Marx, vale non per il singolo individuo, che potrebbe non ricevere abbastanza per vivere e riprodursi, ma per l'intera classe operaia.

## Articolo di sabato 7 aprile 1849
In questo articolo Marx illustra il capitale come rapporto sociale di produzione, identificandolo come «somma di merci, di valori di scambio, di grandezze sociali». Una somma di merci e valori di scambio diventa capitale quando, «come forza sociale indipendente, cioè come forza di una parte della società, si conserva e si accresce attraverso lo scambio con il lavoro».
Secondo Marx «l'esistenza di una classe che non possiede null'altro che la capacità di lavorare, è una premessa necessaria del capitale», poiché i mezzi di sussistenza destinati al consumo immediato che l'operaio riceve dal capitalista sono irrimediabilmente perduti se non impiegati per creare nuovo lavoro, dal quale ottenere altri mezzi di sussistenza. Il capitale, quindi, si accresce soltanto se lo si scambia con lavoro salariato, mentre la forza-lavoro del salariato si scambia con capitale solo a condizione che questo venga accresciuto. Per Marx «aumento del capitale è quindi aumento del proletariato, cioè della classe lavoratrice.»

## Articolo di domenica 8 aprile 1849
Proseguendo la traccia dell'articolo precedente, Marx nota che, con la crescita del capitale, cresce il numero dei salariati, ed il dominio del capitale si estende su una massa più grande di individui. Nello stesso tempo «il rapido aumento del capitale produttivo provoca un aumento ugualmente rapido della ricchezza, del lusso, dei bisogni sociali e dei godimenti sociali.» Bisogni e godimenti, essendo di natura sociale, non devono essere misurati sulla base dei mezzi materiali per la loro soddisfazione, ma sulla base della società.
Marx analizza quindi i vari rapporti socio-economici presenti nel salario. Uno di essi è il potere d'acquisto del salario, che differenzia il salario reale, cioè la quantità di merci corrispondenti al salario, dal salario nominale, cioè «la somma di denaro per la quale l'operaio si vende al capitalista».
Un altro rapporto è quello con il profitto del capitalista, che Marx definisce “salario proporzionale, relativo”, chiarendo che «Il salario reale esprime il prezzo del lavoro in rapporto col prezzo delle altre merci, il salario relativo, invece, il prezzo del lavoro immediato, in rapporto col prezzo del lavoro accumulato, il valore relativo di lavoro salariato e capitale, il valore reciproco di capitalisti e operai». Quindi anche un aumento del salario reale, accompagnato da un più grande aumento del capitale, provoca una diminuzione del salario proporzionale e una maggiore diseguaglianza della distribuzione della ricchezza sociale tra capitale e lavoro.
Per Marx «il valore di scambio del capitale, il profitto, aumenta nella stessa proporzione in cui diminuisce il valore di scambio del lavoro, il salario giornaliero, e viceversa» e quindi il capitalista che con la stessa somma di lavoro riesce a comperare una maggiore somma di valori di scambio, senza aver pagato di più il lavoro, ha un maggiore profitto. Marx conclude affermando che «nel quadro dei rapporti fra capitale e lavoro salariato, gli interessi del capitale e gli interessi del lavoro salariato sono diametralmente opposti », perché un rapido aumento del capitale, pur aumentando le entrate dell'operaio, «approfondisce l'abisso sociale che separa l'operaio dal capitalista, aumenta il potere del capitale sul lavoro, la dipendenza del lavoro dal capitale», migliorando la situazione materiale dell'operaio a scapito della sua situazione sociale.

## Articolo di mercoledì 11 aprile 1849
La domanda posta qui da Marx è «Quale influenza esercita sul salario l'accrescimento del capitale produttivo?». Per rispondere ad essa Marx analizza la concorrenza fra i capitalisti, che richiede una riduzione dei prezzi di vendita e, di conseguenza, un aumento della forza produttiva del lavoro. Questa viene ottenuta con una maggiore divisione del lavoro e con lo sviluppo di tecnologie più perfezionate. Si innesca così, secondo Marx, una spirale di intensificazione della divisione del lavoro e dell'impiego di macchinari, che porta ad una semplificazione del lavoro la quale, a sua volta, riduce i salari ed aumenta la concorrenza tra gli operai per la vendita della loro forza-lavoro. I piccoli industriali non saranno in grado di reggere la concorrenza dei grandi capitalisti e si troveranno reclutati nella classe operaia. In questa situazione, secondo Marx, l'operaio «fa concorrenza a se stesso, a se stesso in quanto membro della classe operaia».
Da queste condizioni, conclude Marx, deriverà un aumento delle crisi economiche, che saranno più frequenti e più forti.